# Sędziwój z Jarocina
Sędziwój z Jarocina herbu Zaremba (1249/1250–1305/1306) – wojewoda poznański.

## Życiorys
Sędziwój z Jarocina był synem Janka, wojewody i kasztelana kaliskiego, a w końcu wojewody poznańskiego. Rodzina ta była blisko związana z księciem Bolesławem Pobożnym, który Sędziwoja trzymał do chrztu i z tego tytułu w latach 1249/50 nadał Jankowi 5 wsi. Wraz z bratem brał w czerwcu 1271 udział w wyprawie księcia krakowskiego Bolesława Wstydliwego na Śląsk, należąc do posiłkowego oddziału wielkopolskiego, a następnie uczestniczył w zdobywaniu przez Pobożnego Kujaw inowrocławskich. Będąc marszałkiem dworu w gronie dostojników wielkopolskich i kujawskich poręczył finansowe zobowiązanie księcia wobec zakonu krzyżackiego. Bolesław Pobożny najpóźniej w 1276, a może już w 1271 mianował go podkomorzym gnieźnieńsko-kaliskim. Sędziwój z owym urzędem przeszedł po zgonie księcia w służbę Przemysła II. Towarzyszył Przemysłowi II na zjeździe z Mściwojem II w Kępnie w 1282. Przemysł przeniósł go w czerwcu lub lipcu 1282 na podkomorstwo poznańskie, a przed lutym 1284 na kasztelanię rudzką. W 1284 z niewiadomych powodów zawiązał wówczas przeciw Przemysłowi spisek: jesienią 1284 opanował gród kaliski i przekazał księciu wrocławskiemu Henrykowi Prawemu.
W 1285 po odzyskaniu Kalisza przez Przemysła stracił swe dobra i wraz ze współrodowcem, wojewodą poznańskim Beniaminem został przez niego uwięziony. Powrócił w 1290 lub 1291 na odzyskaną, kasztelanię rudzką i zarazem na podkomorstwo kalisko–gnieźnieńskie, a jeszcze wcześniej w 1289 książę przywiesił pieczęć do aktu braci Jankowiców dla biskupstwa lubuskiego. Sędziwój jeszcze niejednokrotnie występował w otoczeniu Przemysła. W 1294 stracił kasztelanię rudzką. Władysław Łokietek, którego Zarembowie poparli solidarnie po śmierci Przemysła, na przełomie 1298/99 awansował go na kasztelana poznańskiego. Wraz ze współrodowcami brał udział w 1300 w przewrocie na rzecz Wacława II i z rąk tego króla otrzymał w latach 1301/02 urząd wojewody poznańskiego. Popadł w niełaskę w końcu 1305 lub na początku 1306 i utracił swój urząd. Jeszcze raz odzyskał go przy Henryku głogowskim, za którym Zarembowie z kolei się opowiedzieli.
Zmarł przed 20 marca 1306, w dokumencie z 11 lutego 1308 wymieniony jest już nowy wojewoda. Sędziwój miał czterech synów: młodo zmarłego Janka, wojewodę kaliskiego Marcina, Filipa z Jarocina oraz wojewodę kaliskiego Beniamina z Uzarzewa.